# فرودگاه شهرستان هنری
فرودگاه شهرستان هنری (به انگلیسی: Henry County Airport (Tennessee)) یک فرودگاه همگانی بهره‌برداری هوایی با کد یاتا PHT است که یک باند فرود آسفالت دارد و طول باند آن ۱۵۲۴ متر است. این فرودگاه در کشور ایالات متحده آمریکا قرار دارد و در ارتفاع ۱۷۷ متری از سطح دریا واقع شده‌است.